# Queijada de Sintra

País de origem das queijadas de Sintra.

A queijada de Sintra é um doce em formato de tarte feito de queijo fresco, açúcar, farinha, ovos, canela e recheado numa massa crocante feita de farinha, ovos, manteiga, água e um pouco de sal. Dependendo do gosto, pode ainda levar uma raspa de limão. É uma iguaria de origem portuguesa, mais concretamente, como o próprio nome indica, de Sintra.

## História
A origem da queijada de Sintra remete para a época medieval do século XIII, no reinado de D. Sancho II. Até a meio do século XVIII, as queijadas eram de fabrico caseiro e eram usadas como forma de pagamento de acordo com Tude de Sousa que refere documentos arquivados na Torre do Tombo que testemunham a utilização das queijadas para esse efeito. Sintra possuía de grandes e excelentes pastagens e de um excesso de queijo fresco, sendo usado para o fabrico deste doce. A sua industrialização apenas começou no século XIX. 
As queijadas são provavelmente o doce mais antigo da gastronomia sintrense, eternizada na literatura portuguesa no famoso livro de Eça de Queirós, Os Maias.

## Prémios
As queijadas de Sintra foram premiadas nas Exposições Regionais de Sintra e Oeiras, em 1926, 1929 e 1936.